# 드레이크 해협

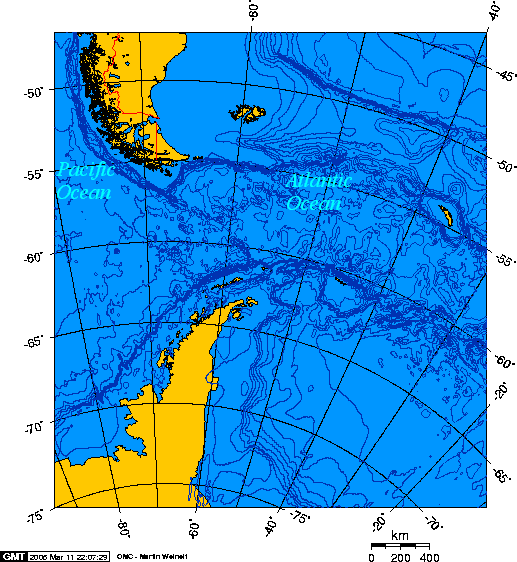
남아메리카와 남극에 있는 드레이크 해협

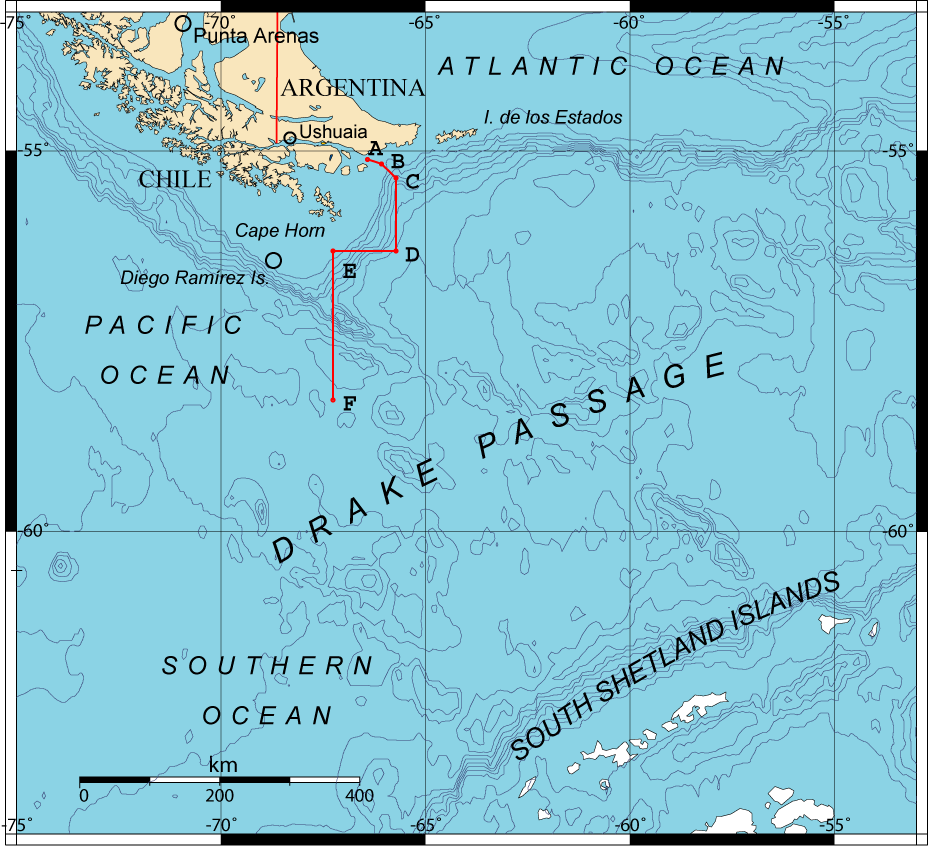

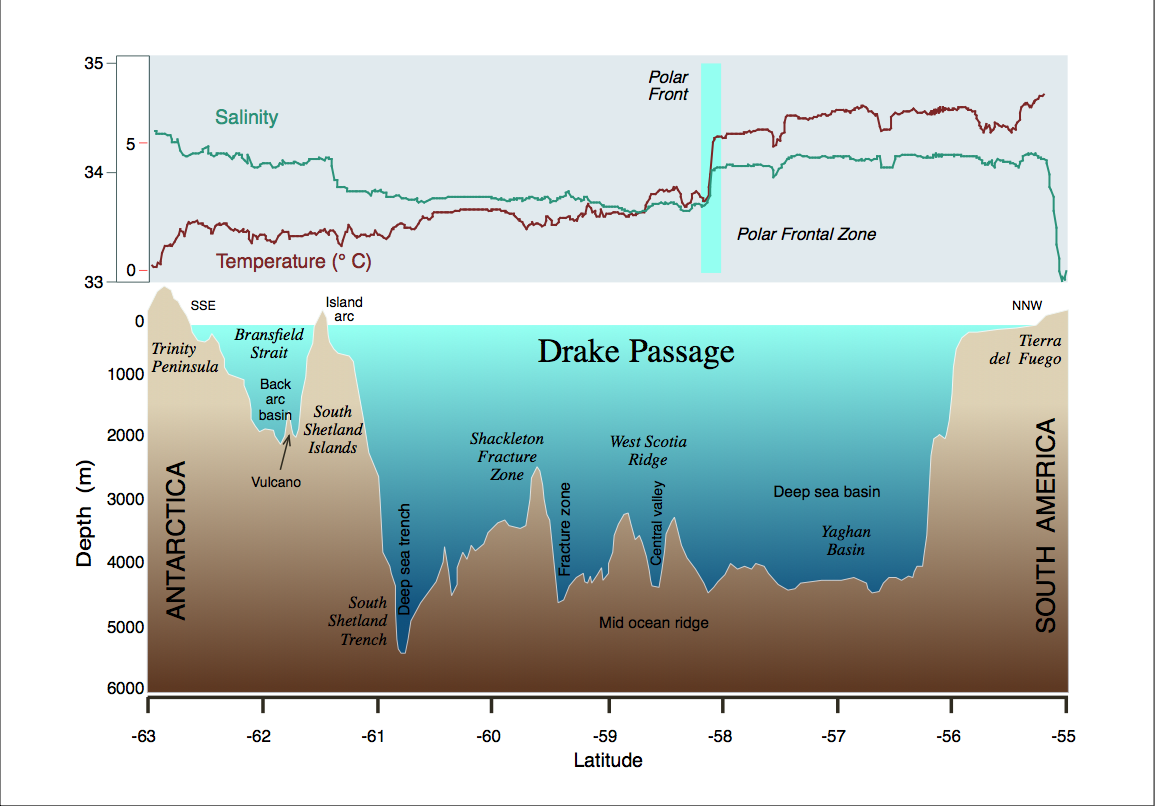

드레이크 해협(Mar de Hoces, Drake Passage)은 티에라델푸에고 제도와 사우스셰틀랜드 제도 사이에 있는 해협으로, 1578년에 유럽인으로서는 처음으로 이 해협의 존재를 확인한 영국의 군인인 프랜시스 드레이크(Francis Drake)의 이름을 따서 명명되었다.
발견은 1578년에 이루어졌으나, 높이 10미터의 파도가 일상적일 정도의 매우 험난한 해역으로, 중심부를 남위 60도가 지나가기 때문에 ‘절규하는 60도’라는 별명을 가지고 있다. 그로 인하여 최초의 통과는 1616년에 이르러서야 네덜란드의 항해가인 빌럼 스하우턴(Willem Cornelisz Schouten)이 이끄는 에인드라흐트(Eendracht)호가 이루었다.
이 해협의 폭은 약 650여 킬로미터로, 세계에서 가장 넓은 해협이기도 하다. 또한 남극과 다른 대륙 사이의 거리가 가장 가까운 곳이다. 해협 내에는 칠레의 영토인 디에고 라미레스(Diego Ramirez) 제도가 있다.
아울러 해협의 남쪽 경계를 이루는 사우스셰틀랜드 제도와 남극 반도의 사이에는 브랜스필드 해협이 위치하며, 브랜스필드 해협 양안 일대는 각국의 남극 기지가 몰려 있는 곳이기도 하다. 반대편 티에라델푸에고 제도 북쪽으로는 마젤란 해협이 있어, 파나마 운하가 생기기 전까지 교통의 요충지였다.
풍랑이 매우 심한 곳이다. 수십 미터짜리 파도는 일상다반사이며 태풍이 상당히 자주 부는 곳이다. 

## 같이 보기
위키미디어 공용에 드레이크 해협 관련 미디어 분류가 있습니다.
- 도후치 해협(세계에서 가장 좁은 해협)